# Ярки (Черепановський район)
Ярки (рос. Ярки) — село у Черепановському районі Новосибірської області Російської Федерації.
Входить до складу муніципального утворення Майська сільрада. Населення становить 704 особи (2010).

## Історія
Згідно із законом від 2 червня 2004 року органом місцевого самоврядування є Майська сільрада.

## Населення
| 2002 | 2007 | 2010 |
| ---- | ---- | ---- |
| 738  | ↗795 | ↘704 |